# Cadre-47/2-Europameisterschaft 2015

Logo CEB (ausrichtender Verband)

Veranstaltungsort: Brandenburg / Havel

Die Cadre-47/2-Europameisterschaft 2015 war das 67. Turnier in dieser Disziplin des Karambolagebillards und fand vom 27. bis zum 29. April 2015 im Rahmen der Multi-Europameisterschaft im Stahlpalast in Brandenburg an der Havel statt. Es war die dritte Cadre-47/2-Europameisterschaft in Deutschland.

## Geschichte
Zum dritten Mal stand der Westschweizer Xavier Gretillat ganz oben auf dem Treppchen einer Cadre-47/2-Europameisterschaft. Im Finale ließ er dem Bochumer Thomas Nockemann, der im Viertelfinale gegen Marek Faus die beste Partie dieser Meisterschaft spielte, bei seinem 250:23-Sieg in drei Aufnahmen keine Chance. Die beiden Belgier Patrick Niessen und Eddy Leppens teilten sich den dritten Platz.

## Modus
Gespielt wurde in acht Gruppen à 3 Teilnehmer. Die Partiedistanz betrug 200 Punkte. Die Gruppensieger qualifizierten sich für das Viertelfinale. Ab hier wurde bis 250 Punkte gespielt. Platz drei wurde nicht ausgespielt.
Die Qualifikationsgruppen wurden nach Rangliste gesetzt. Es gab außer dem Titelverteidiger keine gesetzten Spieler mehr für das Hauptturnier.
1. MP = Matchpunkte
2. GD = Generaldurchschnitt
3. HS = Höchstserie

## Gruppenphase

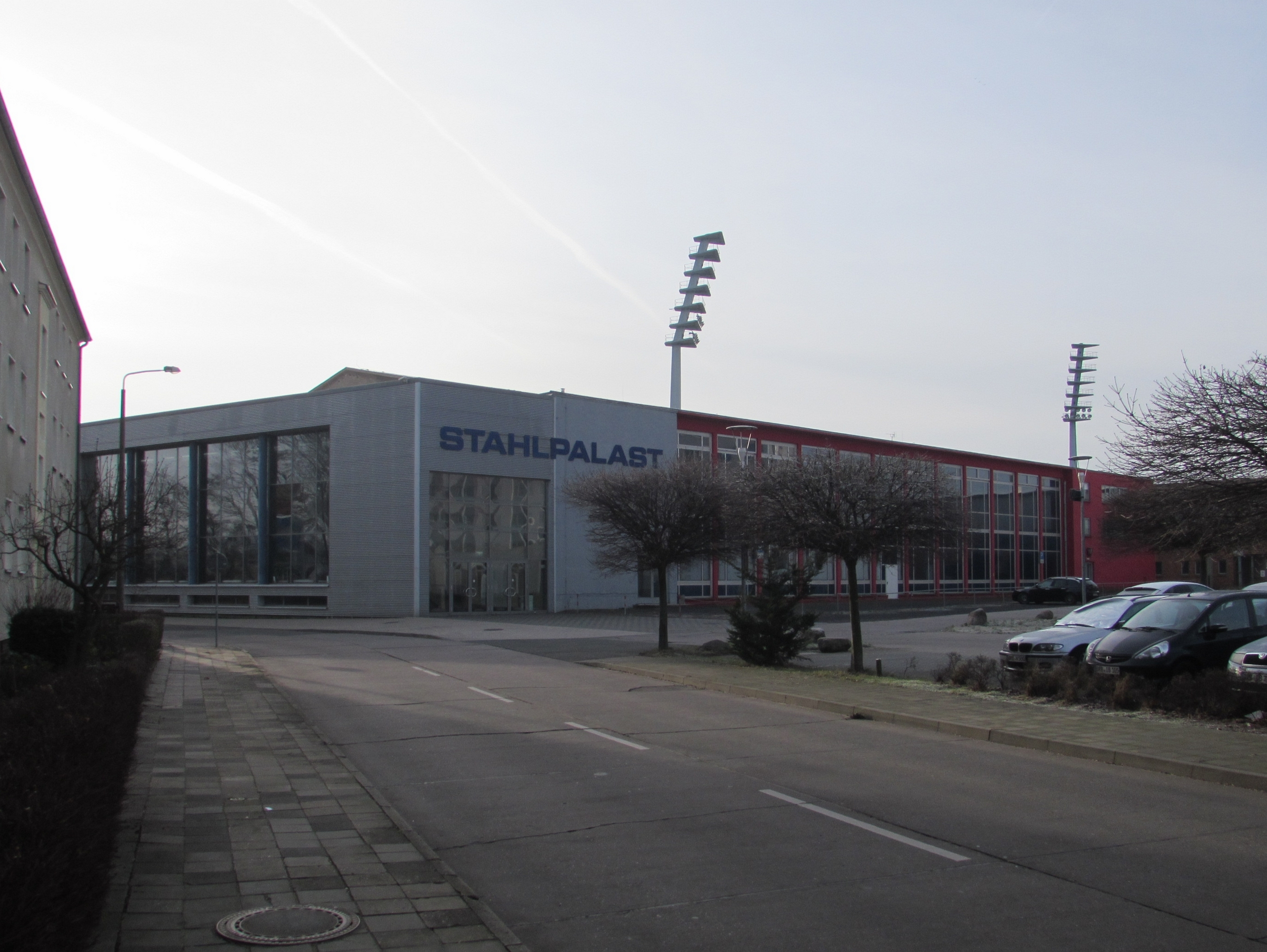
Außenansicht des Stahlpalastes

| MP    | Match Points (Sieger = 2; Unentschieden = 1; Verlierer = 0) |
| Pkte. | Erzielte Karambolagen                                       |
| Aufn. | Benötigte Versuche                                          |
| GD    | Generaldurchschnitt                                         |
| BED   | Bester Einzeldurchschnitt eines Spielers                    |
| HS    | Höchstserie                                                 |
|       | Bester GD des Turniers                                      |
|       | Bester ED des Turniers                                      |
|       | Beste HS des Turniers                                       |
|       | 1. Platz (Gold)                                             |
|       | 2. Platz (Silber)                                           |
|       | 3. Platz (Bronze)                                           |

| Abschlusstabelle Gruppe A | Abschlusstabelle Gruppe A | Abschlusstabelle Gruppe A | Abschlusstabelle Gruppe A | Abschlusstabelle Gruppe A | Abschlusstabelle Gruppe A | Abschlusstabelle Gruppe A | Abschlusstabelle Gruppe A |
| Platz                     | Name                      | MP                        | Pkt.                      | Aufn.                     | GD                        | BED                       | HS                        |
| ------------------------- | ------------------------- | ------------------------- | ------------------------- | ------------------------- | ------------------------- | ------------------------- | ------------------------- |
| 1                         | Eddy Leppens              | 3:1                       | 400                       | 5                         | 80,00                     | 100,00                    | 199                       |
| 2                         | Raymund Swertz            | 2:2                       | 400                       | 8                         | 50,00                     | 66,66                     | 189                       |
| 3                         | Patrick Dupont            | 1:3                       | 202                       | 7                         | 28,85                     | 40,00                     | 165                       |

| Abschlusstabelle Gruppe B | Abschlusstabelle Gruppe B | Abschlusstabelle Gruppe B | Abschlusstabelle Gruppe B | Abschlusstabelle Gruppe B | Abschlusstabelle Gruppe B | Abschlusstabelle Gruppe B | Abschlusstabelle Gruppe B |
| Platz                     | Name                      | MP                        | Pkt.                      | Aufn.                     | GD                        | BED                       | HS                        |
| ------------------------- | ------------------------- | ------------------------- | ------------------------- | ------------------------- | ------------------------- | ------------------------- | ------------------------- |
| 1                         | Nikolas Gerassimopoulos   | 4:0                       | 400                       | 12                        | 33,33                     | 66,66                     | 156                       |
| 2                         | Gert Jan Veldhuizen       | 2:2                       | 241                       | 12                        | 20,08                     | 22,22                     | 107                       |
| 3                         | Arnd Riedel               | 0:4                       | 333                       | 18                        | 18,50                     | –                         | 56                        |

| Abschlusstabelle Gruppe C | Abschlusstabelle Gruppe C | Abschlusstabelle Gruppe C | Abschlusstabelle Gruppe C | Abschlusstabelle Gruppe C | Abschlusstabelle Gruppe C | Abschlusstabelle Gruppe C | Abschlusstabelle Gruppe C |
| Platz                     | Name                      | MP                        | Pkt.                      | Aufn.                     | GD                        | BED                       | HS                        |
| ------------------------- | ------------------------- | ------------------------- | ------------------------- | ------------------------- | ------------------------- | ------------------------- | ------------------------- |
| 1                         | Sven Daske                | 4:0                       | 400                       | 14                        | 28,57                     | 66,66                     | 196                       |
| 2                         | Oliver Careaux            | 2:2                       | 358                       | 21                        | 17,04                     | 20,00                     | 90                        |
| 3                         | Janis Ziogas              | 0:4                       | 173                       | 13                        | 13,30                     | –                         | 60                        |

| Abschlusstabelle Gruppe D | Abschlusstabelle Gruppe D | Abschlusstabelle Gruppe D | Abschlusstabelle Gruppe D | Abschlusstabelle Gruppe D | Abschlusstabelle Gruppe D | Abschlusstabelle Gruppe D | Abschlusstabelle Gruppe D |
| Platz                     | Name                      | MP                        | Pkt.                      | Aufn.                     | GD                        | BED                       | HS                        |
| ------------------------- | ------------------------- | ------------------------- | ------------------------- | ------------------------- | ------------------------- | ------------------------- | ------------------------- |
| 1                         | Marek Faus                | 4:0                       | 400                       | 4                         | 100,00                    | 100,00                    | 200                       |
| 2                         | Michael van Bochem        | 2:2                       | 275                       | 8                         | 34,37                     | 33,33                     | 83                        |
| 3                         | Jean Francois Florent     | 0:4                       | 153                       | 8                         | 19,12                     | –-                        | 65                        |

| Abschlusstabelle Gruppe E | Abschlusstabelle Gruppe E | Abschlusstabelle Gruppe E | Abschlusstabelle Gruppe E | Abschlusstabelle Gruppe E | Abschlusstabelle Gruppe E | Abschlusstabelle Gruppe E | Abschlusstabelle Gruppe E |
| Platz                     | Name                      | MP                        | Pkt.                      | Aufn.                     | GD                        | BED                       | HS                        |
| ------------------------- | ------------------------- | ------------------------- | ------------------------- | ------------------------- | ------------------------- | ------------------------- | ------------------------- |
| 1                         | Xavier Gretillat          | 4:0                       | 400                       | 7                         | 57,14                     | 66,66                     | 195                       |
| 2                         | Gerold Cerovsek           | 2:2                       | 388                       | 14                        | 27,71                     | 20,00                     | 137                       |
| 3                         | Balázs Léb                | 0:4                       | 70                        | 13                        | 5,38                      | –                         | 14                        |

| Abschlusstabelle Gruppe F | Abschlusstabelle Gruppe F | Abschlusstabelle Gruppe F | Abschlusstabelle Gruppe F | Abschlusstabelle Gruppe F | Abschlusstabelle Gruppe F | Abschlusstabelle Gruppe F | Abschlusstabelle Gruppe F |
| Platz                     | Name                      | MP                        | Pkt.                      | Aufn.                     | GD                        | BED                       | HS                        |
| ------------------------- | ------------------------- | ------------------------- | ------------------------- | ------------------------- | ------------------------- | ------------------------- | ------------------------- |
| 1                         | Michel van Silfhout       | 4:0                       | 400                       | 7                         | 57,14                     | 100,00                    | 175                       |
| 2                         | Willy Gerimont            | 2:2                       | 352                       | 6                         | 58,66                     | 200,00                    | 200                       |
| 3                         | Raúl Cuenca               | 0:4                       | 40                        | 3                         | 13,33                     | –                         | 39                        |

| Abschlusstabelle Gruppe G | Abschlusstabelle Gruppe G | Abschlusstabelle Gruppe G | Abschlusstabelle Gruppe G | Abschlusstabelle Gruppe G | Abschlusstabelle Gruppe G | Abschlusstabelle Gruppe G | Abschlusstabelle Gruppe G |
| Platz                     | Name                      | MP                        | Pkt.                      | Aufn.                     | GD                        | BED                       | HS                        |
| ------------------------- | ------------------------- | ------------------------- | ------------------------- | ------------------------- | ------------------------- | ------------------------- | ------------------------- |
| 1                         | Patrick Niessen           | 4:0                       | 400                       | 8                         | 50,00                     | 66,66                     | 118                       |
| 2                         | Brahim Djoubri            | 2:2                       | 244                       | 16                        | 15,25                     | 18,18                     | 113                       |
| 3                         | Jan Frieda                | 0:4                       | 152                       | 14                        | 10,85                     | –                         | 80                        |

| Abschlusstabelle Gruppe H | Abschlusstabelle Gruppe H | Abschlusstabelle Gruppe H | Abschlusstabelle Gruppe H | Abschlusstabelle Gruppe H | Abschlusstabelle Gruppe H | Abschlusstabelle Gruppe H | Abschlusstabelle Gruppe H |
| Platz                     | Name                      | MP                        | Pkt.                      | Aufn.                     | GD                        | BED                       | HS                        |
| ------------------------- | ------------------------- | ------------------------- | ------------------------- | ------------------------- | ------------------------- | ------------------------- | ------------------------- |
| 1                         | Thomas Nockemann          | 2:2                       | 358                       | 6                         | 59,66                     | 100,00                    | 140                       |
| 2                         | Arnim Kahofer             | 2:2                       | 390                       | 14                        | 27,85                     | 50,00                     | 161                       |
| 3                         | Carlos Tuset              | 2:2                       | 243                       | 12                        | 20,25                     | 20,00                     | 107                       |

## KO-Phase
|  | Viertelfinale Spiel bis 250 Punkte | Viertelfinale Spiel bis 250 Punkte | Viertelfinale Spiel bis 250 Punkte | Viertelfinale Spiel bis 250 Punkte | Viertelfinale Spiel bis 250 Punkte | Viertelfinale Spiel bis 250 Punkte |                  |                  | Halbfinale Spiel bis 250 Punkte | Halbfinale Spiel bis 250 Punkte | Halbfinale Spiel bis 250 Punkte | Halbfinale Spiel bis 250 Punkte | Halbfinale Spiel bis 250 Punkte | Halbfinale Spiel bis 250 Punkte |      |       | Finale Spiel bis 250 Punkte | Finale Spiel bis 250 Punkte | Finale Spiel bis 250 Punkte | Finale Spiel bis 250 Punkte | Finale Spiel bis 250 Punkte | Finale Spiel bis 250 Punkte |
|  |                                    |                                    |                                    |                                    |                                    |                                    |                  |                  |                                 |                                 |                                 |                                 |                                 |                                 |      |       |                             |                             |                             |                             |                             |                             |
|  |                                    | MP                                 | Pkt.                               | Aufn.                              | GD                                 | HS                                 |                  |                  |                                 |                                 |                                 |                                 |                                 |                                 |      |       |                             |                             |                             |                             |                             |                             |
|  |                                    | MP                                 | Pkt.                               | Aufn.                              | GD                                 | HS                                 |                  |                  |                                 |                                 |                                 |                                 |                                 |                                 |      |       |                             |                             |                             |                             |                             |                             |
|  | Marek Faus                         | 0                                  | 0                                  | 1                                  | 0,00                               | 0                                  |                  |                  |                                 |                                 |                                 |                                 |                                 |                                 |      |       |                             |                             |                             |                             |                             |                             |
|  | Marek Faus                         | 0                                  | 0                                  | 1                                  | 0,00                               | 0                                  |                  | MP               | Pkt.                            | Aufn.                           | GD                              | HS                              |                                 |                                 |      |       |                             |                             |                             |                             |                             |                             |
|  | Thomas Nockemann                   | 2                                  | 250                                | 1                                  | 250,00                             | 250                                |                  | MP               | Pkt.                            | Aufn.                           | GD                              | HS                              |                                 |                                 |      |       |                             |                             |                             |                             |                             |                             |
|  | Thomas Nockemann                   | 2                                  | 250                                | 1                                  | 250,00                             | 250                                | Thomas Nockemann | 2                | 250                             | 5                               | 50,00                           | 209                             |                                 |                                 |      |       |                             |                             |                             |                             |                             |                             |
|  |                                    | MP                                 | Pkt.                               | Aufn.                              | GD                                 | HS                                 | Thomas Nockemann | 2                | 250                             | 5                               | 50,00                           | 209                             |                                 |                                 |      |       |                             |                             |                             |                             |                             |                             |
|  |                                    | MP                                 | Pkt.                               | Aufn.                              | GD                                 | HS                                 |                  | Patrick Niessen  | 0                               | 186                             | 5                               | 37,20                           | 96                              |                                 |      |       |                             |                             |                             |                             |                             |                             |
|  | Patrick Niessen                    | 2                                  | 250                                | 3                                  | 83,33                              | 113                                |                  | Patrick Niessen  | 0                               | 186                             | 5                               | 37,20                           | 96                              |                                 |      |       |                             |                             |                             |                             |                             |                             |
|  | Patrick Niessen                    | 2                                  | 250                                | 3                                  | 83,33                              | 113                                |                  |                  |                                 |                                 |                                 |                                 |                                 | MP                              | Pkt. | Aufn. | GD                          | HS                          |                             |                             |                             |                             |
|  | Nikolas Gerassimopoulos            | 0                                  | 124                                | 3                                  | 41,33                              | 113                                |                  |                  |                                 |                                 |                                 |                                 |                                 | MP                              | Pkt. | Aufn. | GD                          | HS                          |                             |                             |                             |                             |
|  | Nikolas Gerassimopoulos            | 0                                  | 124                                | 3                                  | 41,33                              | 113                                | Thomas Nockemann | 0                | 23                              | 3                               | 7,66                            | 22                              |                                 |                                 |      |       |                             |                             |                             |                             |                             |                             |
|  |                                    | MP                                 | Pkt.                               | Aufn.                              | GD                                 | HS                                 | Thomas Nockemann | 0                | 23                              | 3                               | 7,66                            | 22                              |                                 |                                 |      |       |                             |                             |                             |                             |                             |                             |
|  |                                    | MP                                 | Pkt.                               | Aufn.                              | GD                                 | HS                                 |                  | Xavier Gretillat | 2                               | 250                             | 3                               | 83,33                           | 177                             |                                 |      |       |                             |                             |                             |                             |                             |                             |
|  | Sven Daske                         | 0                                  | 194                                | 10                                 | 19,40                              | 117                                |                  | Xavier Gretillat | 2                               | 250                             | 3                               | 83,33                           | 177                             |                                 |      |       |                             |                             |                             |                             |                             |                             |
|  | Sven Daske                         | 0                                  | 194                                | 10                                 | 19,40                              | 117                                |                  | MP               | Pkt.                            | Aufn.                           | GD                              | HS                              |                                 |                                 |      |       |                             |                             |                             |                             |                             |                             |
|  | Xavier Gretillat                   | 2                                  | 250                                | 10                                 | 25,00                              | 121                                |                  | MP               | Pkt.                            | Aufn.                           | GD                              | HS                              |                                 |                                 |      |       |                             |                             |                             |                             |                             |                             |
|  | Xavier Gretillat                   | 2                                  | 250                                | 10                                 | 25,00                              | 121                                | Xavier Gretillat | 2                | 250                             | 2                               | 125,00                          | 134                             |                                 |                                 |      |       |                             |                             |                             |                             |                             |                             |
|  |                                    | MP                                 | Pkt.                               | Aufn.                              | GD                                 | HS                                 | Xavier Gretillat | 2                | 250                             | 2                               | 125,00                          | 134                             |                                 |                                 |      |       |                             |                             |                             |                             |                             |                             |
|  |                                    | MP                                 | Pkt.                               | Aufn.                              | GD                                 | HS                                 |                  | Eddy Leppens     | 0                               | 245                             | 2                               | 122,50                          | 242                             |                                 |      |       |                             |                             |                             |                             |                             |                             |
|  | Eddy Leppens                       | 2                                  | 250                                | 3                                  | 83,33                              | 241                                |                  | Eddy Leppens     | 0                               | 245                             | 2                               | 122,50                          | 242                             |                                 |      |       |                             |                             |                             |                             |                             |                             |
|  | Eddy Leppens                       | 2                                  | 250                                | 3                                  | 83,33                              | 241                                |                  |                  |                                 |                                 |                                 |                                 |                                 |                                 |      |       |                             |                             |                             |                             |                             |                             |
|  | Michel van Silfhout                | 0                                  | 32                                 | 3                                  | 10,66                              | 32                                 |                  |                  |                                 |                                 |                                 |                                 |                                 |                                 |      |       |                             |                             |                             |                             |                             |                             |
|  | Michel van Silfhout                | 0                                  | 32                                 | 3                                  | 10,66                              | 32                                 |                  |                  |                                 |                                 |                                 |                                 |                                 |                                 |      |       |                             |                             |                             |                             |                             |                             |

## Abschlusstabelle
| Phase                      | Platz | Name                    | MP   | Pkt. | Aufn. | GD    | BED    | HS  |
| -------------------------- | ----- | ----------------------- | ---- | ---- | ----- | ----- | ------ | --- |
| Finale                     | 1     | Xavier Gretillat        | 10:0 | 1150 | 22    | 52,27 | 125,00 | 195 |
| Finale                     | 2     | Thomas Nockemann        | 6:4  | 881  | 15    | 58,73 | 250,00 | 250 |
| Halb- finale               | 3     | Patrick Niessen         | 6:2  | 836  | 16    | 52,25 | 83,33  | 143 |
| Halb- finale               | 3     | Eddy Leppens            | 5:3  | 895  | 10    | 89,50 | 100,00 | 242 |
| Viertel- finale            | 5     | Marek Faus              | 4:2  | 400  | 5     | 80,00 | 100,00 | 200 |
| Viertel- finale            | 6     | Michel van Silfhout     | 4:2  | 432  | 10    | 43,20 | 100,00 | 175 |
| Viertel- finale            | 7     | Nikolas Gerassimopoulos | 4:2  | 524  | 15    | 34,93 | 66,66  | 156 |
| Viertel- finale            | 8     | Sven Daske              | 4:2  | 594  | 24    | 24,75 | 66,66  | 196 |
| Gruppen- phase             | 9     | Willy Gerimont          | 2:2  | 352  | 6     | 58,66 | 200,00 | 200 |
| Gruppen- phase             | 10    | Raymund Swertz          | 2:2  | 400  | 8     | 50,00 | 66,66  | 189 |
| Gruppen- phase             | 11    | Michael van Bochem      | 2:2  | 275  | 8     | 34,37 | 33,33  | 83  |
| Gruppen- phase             | 12    | Arnim Kahofer           | 2:2  | 390  | 14    | 27,85 | 50,00  | 161 |
| Gruppen- phase             | 13    | Gerold Cerovsek         | 2:2  | 388  | 14    | 27,71 | 20,00  | 137 |
| Gruppen- phase             | 14    | Gert Jan Veldhuizen     | 2:2  | 241  | 12    | 20,08 | 22,22  | 107 |
| Gruppen- phase             | 15    | Oliver Careaux          | 2:2  | 358  | 21    | 17,04 | 20,00  | 90  |
| Gruppen- phase             | 16    | Brahim Djoubri          | 2:2  | 244  | 16    | 15,25 | 18,18  | 113 |
| Gruppen- phase             | 17    | Carlos Tuset            | 2:2  | 243  | 12    | 20,25 | 20,00  | 107 |
| Gruppen- phase             | 18    | Patrick Dupont          | 1:3  | 202  | 7     | 28,85 | 40,00  | 165 |
| Gruppen- phase             | 19    | Jean Francois Florent   | 0:4  | 153  | 8     | 19,12 | –      | 65  |
| Gruppen- phase             | 20    | Arnd Riedel             | 0:4  | 333  | 18    | 18,50 | –      | 56  |
| Gruppen- phase             | 21    | Raúl Cuenca             | 0:4  | 40   | 3     | 13,33 | –      | 39  |
| Gruppen- phase             | 22    | Janis Ziogas            | 0:4  | 173  | 13    | 13,30 | –      | 60  |
| Gruppen- phase             | 23    | Jan Frieda              | 0:4  | 152  | 14    | 10,85 | –      | 80  |
| Gruppen- phase             | 24    | Balázs Léb              | 0:4  | 70   | 13    | 5,38  | –      | 14  |
| Turnierdurchschnitt: 31,99 |       |                         |      |      |       |       |        |     |